# زاوية محصنة

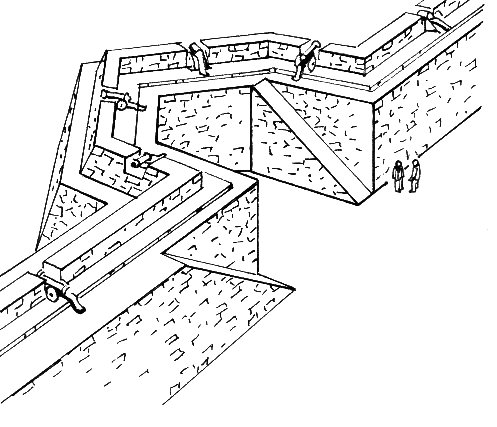
رسم توضيحي لزاوية المحصنة

الزاوية محصنة أو البَسْتِيْن هو ركن مرتفع على شكل مستدير تارة أو مربع تارة أخرى ويكون في الأبنية العظيمة كالقلاع و الأسوار عرفت بعد استخدام المدفعية لدعم الدفاع في العصور الوسطى.

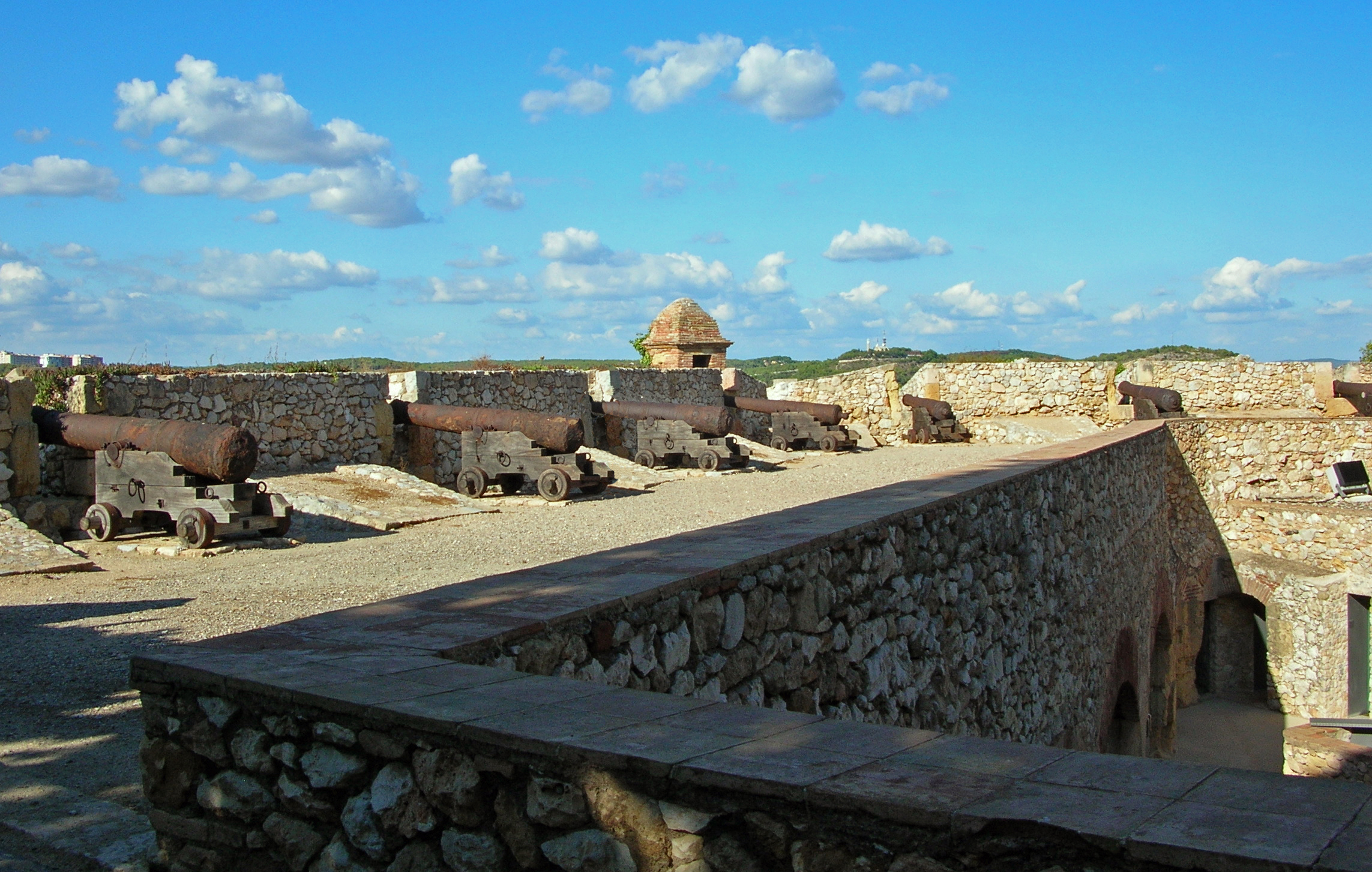